# Kerakeraonna

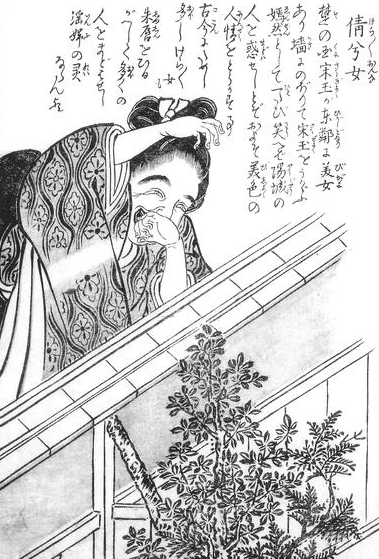
Illustration d'une kerakeraonna par Toriyama Sekien tiré du Konjaku Gazu Zoku Hyakki.

Kerakeraonna, ou Kerakera-onna (倩兮女, kerakeraon'na, « femme qui rit »), est un yōkai du folklore japonais. Il s'agit de l'esprit prenant l'apparence d'une femme gigantesque d'environ 40 ans, vêtue d'un kimono. Elle marche dans les rues en riant.